# صموئيل بلاك هنتر
صموئيل بلاك هنتر هو سياسي كندي، ولد في 5 نوفمبر 1855 في كندا، وتوفي في 20 سبتمبر 1935 في مك أدام في كندا. حزبياً، نشط في الجمعية الليبرالية لنيو برونزويك ‏. وقد انتخب عضو الجمعية التشريعية لنيو برونزويك ‏.